# Adromischus triflorus
Adromischus triflorus là một loài thực vật có hoa trong họ Crassulaceae. Loài này được (L.f.) A.Berger miêu tả khoa học đầu tiên năm 1930.